# Primera División 1969/70
Die Primera División 1969/70 war die 39. Spielzeit der höchsten spanischen Fußballliga. Sie startete am 13. September 1969 und endete am 19. September 1970.

## Vor der Saison
- Als Titelverteidiger ging der 14-fache Meister Real Madrid ins Rennen. Letztjähriger Vizemeister wurde UD Las Palmas.
- Aufgestiegen aus der Segunda División sind FC Sevilla, Celta Vigo und RCD Mallorca.

## Vereine
| Verein              | Stadt             | Stadion                       |
| ------------------- | ----------------- | ----------------------------- |
| CF Barcelona        | Barcelona         | Camp Nou                      |
| Atlético Bilbao     | Bilbao            | Estadio San Mamés             |
| FC Elche            | Elche             | Camp de Altabix               |
| FC Granada          | Granada           | Estadio des Los Cármenes      |
| Deportivo La Coruña | La Coruña         | Estadio Riazor                |
| UD Las Palmas       | Las Palmas        | Estadio Insular               |
| Real Madrid         | Madrid            | Estadio Santiago Bernabéu     |
| Atlético Madrid     | Madrid            | Estadio Manzanares            |
| RCD Mallorca        | Palma de Mallorca | Estadio Lluis Sitjar          |
| FC Pontevedra       | Pontevedra        | Estadio Municipal de Pasarón  |
| CE Sabadell         | Sabadell          | Nova Creu Alta                |
| Real Sociedad       | San Sebastián     | Estadio de Atotxa             |
| Real Saragossa      | Saragossa         | La Romareda                   |
| FC Sevilla          | Sevilla           | Estadio Ramón Sánchez Pizjuán |
| FC Valencia         | Valencia          | Estadio Luis Casanova         |
| Celta Vigo          | Vigo              | Estadio Balaídos              |

## Abschlusstabelle
| Pl. | Verein              | Sp. | S  | U  | N  | Tore    | Diff. | Punkte |
| --- | ------------------- | --- | -- | -- | -- | ------- | ----- | ------ |
| 1.  | Atlético Madrid     | 30  | 18 | 6  | 6  | 053:220 | +31   | 42:18  |
| 2.  | Atlético Bilbao (P) | 30  | 17 | 7  | 6  | 044:200 | +24   | 41:19  |
| 3.  | FC Sevilla (N)      | 30  | 14 | 7  | 9  | 039:320 | +7    | 35:25  |
| 4.  | CF Barcelona        | 30  | 13 | 9  | 8  | 040:310 | +9    | 35:25  |
| 5.  | Real Madrid (M)     | 30  | 13 | 9  | 8  | 050:420 | +8    | 35:25  |
| 6.  | FC Valencia         | 30  | 15 | 5  | 10 | 035:230 | +12   | 35:25  |
| 7.  | Real Sociedad       | 30  | 15 | 3  | 12 | 047:370 | +10   | 33:27  |
| 8.  | Real Saragossa      | 30  | 13 | 7  | 10 | 035:390 | −4    | 33:27  |
| 9.  | UD Las Palmas       | 30  | 10 | 7  | 13 | 032:400 | −8    | 27:33  |
| 10. | Celta Vigo (N)      | 30  | 10 | 7  | 13 | 031:390 | −8    | 27:33  |
| 11. | FC Elche            | 30  | 8  | 10 | 12 | 032:440 | −12   | 26:34  |
| 12. | FC Granada          | 30  | 8  | 10 | 12 | 020:310 | −11   | 26:34  |
| 13. | CE Sabadell         | 30  | 10 | 5  | 15 | 031:370 | −6    | 25:35  |
| 14. | Deportivo La Coruña | 30  | 8  | 9  | 13 | 025:320 | −7    | 25:35  |
| 15. | RCD Mallorca (N)    | 30  | 7  | 8  | 15 | 033:520 | −19   | 22:38  |
| 16. | FC Pontevedra       | 30  | 4  | 5  | 21 | 020:460 | −26   | 13:47  |

Platzierungskriterien: 1. Punkte – 2. Direkter Vergleich (Punkte, Tordifferenz, geschossene Tore) – 3. Tordifferenz – 4. geschossene Tore

| (M) | amtierender Meister              |
| (P) | amtierender Pokalsieger          |
| (N) | Neuaufsteiger der letzten Saison |

## Kreuztabelle
| 1969/70             | Atlético Madrid | Atlético Bilbao |     | CF Barcelona | Real Madrid | FC Valencia | Real Sociedad | Real Saragossa | UD Las Palmas | Celta Vigo | FC Elche | FC Granada | CE Sabadell | Deportivo La Coruña | RCD Mallorca | FC Pontevedra |
| ------------------- | --------------- | --------------- | --- | ------------ | ----------- | ----------- | ------------- | -------------- | ------------- | ---------- | -------- | ---------- | ----------- | ------------------- | ------------ | ------------- |
| Atlético Madrid     |                 | 2:1             | 1:0 | 1:1          | 3:0         | 2:0         | 4:0           | 2:0            | 1:2           | 4:0        | 4:1      | 5:0        | 0:1         | 2:0                 | 3:1          | 2:0           |
| Atlético Bilbao     | 2:0             |                 | 0:1 | 1:1          | 5:0         | 0:0         | 1:0           | 2:0            | 3:0           | 1:0        | 2:0      | 1:0        | 1:0         | 1:0                 | 2:0          | 3:1           |
| FC Sevilla          | 0:1             | 1:0             |     | 3:0          | 1:0         | 4:2         | 1:1           | 2:0            | 1:1           | 3:0        | 2:2      | 0:0        | 2:0         | 2:0                 | 3:1          | 3:1           |
| CF Barcelona        | 1:2             | 3:2             | 1:0 |              | 1:0         | 1:0         | 2:1           | 4:2            | 0:0           | 2:1        | 1:1      | 1:0        | 3:1         | 1:0                 | 5:1          | 2:0           |
| Real Madrid         | 1:1             | 2:2             | 2:3 | 3:3          |             | 2:1         | 3:0           | 2:2            | 5:0           | 3:1        | 3:1      | 2:0        | 1:0         | 2:2                 | 1:1          | 2:1           |
| FC Valencia         | 2:3             | 1:0             | 0:1 | 0:0          | 1:0         |             | 3:1           | 3:1            | 2:0           | 0:0        | 2:0      | 1:0        | 1:0         | 0:1                 | 3:0          | 2:0           |
| Real Sociedad       | 2:1             | 2:0             | 0:0 | 1:0          | 1:2         | 1:2         |               | 5:0            | 5:0           | 2:1        | 3:0      | 2:1        | 2:1         | 2:1                 | 2:0          | 2:1           |
| Real Saragossa      | 1:0             | 1:1             | 1:0 | 2:1          | 2:0         | 1:1         | 2:1           |                | 1:2           | 1:0        | 3:2      | 0:0        | 1:0         | 5:2                 | 2:1          | 2:1           |
| UD Las Palmas       | 2:2             | 1:3             | 3:0 | 1:0          | 2:4         | 0:2         | 0:1           | 2:0            |               | 3:0        | 5:1      | 1:2        | 1:0         | 0:1                 | 3:1          | 1:1           |
| Celta Vigo          | 1:1             | 0:2             | 1:1 | 1:2          | 2:2         | 1:0         | 2:0           | 1:0            | 1:0           |            | 4:0      | 2:1        | 1:1         | 2:2                 | 3:1          | 1:0           |
| FC Elche            | 1:1             | 0:1             | 5:0 | 1:0          | 0:2         | 0:0         | 4:2           | 1:1            | 1:2           | 3:1        |          | 1:0        | 1:1         | 1:0                 | 1:1          | 1:0           |
| FC Granada          | 0:0             | 0:0             | 0:0 | 0:0          | 0:0         | 0:1         | 0:3           | 1:0            | 0:0           | 1:0        | 0:0      |            | 2:1         | 2:0                 | 1:1          | 1:0           |
| CE Sabadell         | 0:2             | 1:2             | 2:1 | 3:2          | 3:0         | 2:0         | 1:1           | 1:1            | 1:0           | 3:1        | 1:2      | 2:1        |             | 1:0                 | 1:0          | 1:4           |
| Deportivo La Coruña | 0:1             | 1:1             | 3:0 | 0:0          | 1:1         | 2:1         | 0:2           | 0:1            | 0:0           | 0:1        | 1:0      | 3:0        | 1:1         |                     | 1:1          | 2:1           |
| RCD Mallorca        | 1:0             | 2:2             | 1:2 | 3:2          | 1:2         | 0:3         | 3:2           | 1:1            | 1:0           | 0:0        | 0:0      | 4:6        | 1:0         | 0:1                 |              | 3:0           |
| FC Pontevedra       | 1:2             | 0:2             | 3:2 | 0:0          | 1:3         | 0:1         | 1:0           | 0:1            | 0:0           | 0:2        | 1:1      | 0:1        | 2:1         | 0:0                 | 0:2          |               |

## Nach der Saison
Internationale Wettbewerbe
- 1. – Atlético Madrid – Europapokal der Landesmeister
- 2. – Atlético Bilbao – Messepokal
- 3. – FC Sevilla – Messepokal
- 4. – CF Barcelona – Messepokal
- 6. – FC Valencia – Messepokal
- Gewinner der Copa del Rey – Real Madrid – Europapokal der Pokalsieger

Absteiger in die Segunda División
- 16. – Deportivo La Coruña
- 17. – RCD Mallorca
- 18. – FC Pontevedra

Aufsteiger in die Primera División
- Real Gijón
- CD Málaga
- Espanyol Barcelona

## Pichichi-Trophäe
Die Pichichi-Trophäe wird jährlich für den besten Torschützen der Spielzeit vergeben.
| Pl. | Nat.          | Spieler                 | Verein          | Tore |
| --- | ------------- | ----------------------- | --------------- | ---- |
| 1   | Spanien 1945  | José Eulogio Gárate     | Atlético Madrid | 16   |
|     | Spanien 1945  | Luis Aragonés           | Atlético Madrid | 16   |
|     | Spanien 1945  | Amancio Amaro           | Real Madrid     | 16   |
| 4   | Spanien 1945  | Ernesto Domínguez       | RCD Mallorca    | 13   |
| 5   | Paraguay 1954 | Bernardo Acosta Miranda | FC Sevilla      | 12   |

## Die Meistermannschaft von Atlético Madrid
| 1.              | Atlético Madrid |
| Atlético Madrid | - Tor: Rodri (28/-); Jesús María Zubiarraín (2/-) - Abwehr: Isacio Calleja (23/1); Eusebio (22/-); Jesús Martínez Jayo (21/-); Julio Iglesias (15/-); Iselín Ovejero (9/-); Quique Vicente (7/-) - Mittelfeld: Francisco Melo (30/-); Alberto Fernández (29/5); Adelardo (22/6); Javier Irureta (23/1); Ignacio María Salcedo (20/2); Julio Orozco (4/1) - Sturm: Luis Aragonés (30/16); José Eulogio Gárate (30/16); José Armando Ufarte (30/4); Juan Antonio (21/-) - Trainer: Marcel Domingo |